# Siergiej Kozyriew
Siergiej Wadimowicz Kozyriew (ros. Сергей Вадимович Козырев; ur. 18 września 2002) – rosyjski zapaśnik startujący w stylu wolnym. Olimpijczyk z Tokio 2020, gdzie zajął jedenaste miejsce w kategorii 125 kg. 
Wicemistrz Europy w 2021. Brązowy medalista wojskowych MŚ w 2024. 
Wygrał igrzyska olimpijskie młodzieży w 2018. Trzeci na MŚ U-23 w 2023. Mistrz Europy i trzeci na MŚ kadetów w 2018. Mistrz Rosji w 2021, trzeci w 2022 roku.